# Hot Action Cop (album)
Hot Action Cop – debiutancki album zespołu Hot Action Cop wydany 4 marca 2003. Utwór "Don't Remember" jest bonusem w japońskiej wersji.

## Lista utworów
1. "Doom Boom"
2. "Goin' Down on It"
3. "Don't Want Her to Stay"
4. "Fever for the Flava"
5. "Busted"
6. "Face Around"
7. "Club Slut"
8. "The Special"
9. "Show Her"
10. "Alayal"
11. "Why Judy"
12. "In a Little While"
13. "Don't Remember" (Ścieżka bousowa, Japonia)